# Šárka Ullrichová
Šárka Ullrichová (ur. 10 grudnia 1974 w Turnovie) – czeska aktorka teatralna i filmowa.

## Życiorys
Na dużym ekranie zadebiutowała w wieku 10 lat, gdy z powodzeniem zagrała w filmie Nefňukej, veverko! (1985). W latach 1996–2000 studiowała na Wydziale Teatralnym Akademii Sztuk Scenicznych w Pradze. Po ukończeniu studiów zaczęła występować w Libereckim Teatrze imienia F. X. Szaldy (czes.: divadlo F. X. Šaldy). Popularność zyskała dzięki serialowi Ulice (ulica), gdzie grała narkomankę Zuzanę Hrubą (czes.: Hrubá Zuzana).

## Wybrana filmografia
- 2006: Piękne chwile to motyle / Hezké chvilky bez záruky